# 偷偷愛你
《偷偷爱你》是一部1996年由梁朝伟、邱淑贞主演的香港愛情喜劇片（台譯：《新與龍共舞之偷偷愛你》）。這部電影非常童話，如同現代版的白马王子與灰姑娘，結局更印證了劇中外公所言：「最後王子一定會駕著馬車來接公主的。」 

## 故事簡介
嚴東東天生有一種怪病，凡與自己喜歡的人見面便會感到呼吸困難，因此感情生活一片空白。她自幼與哥哥、外公和外婆一同生活，外婆很喜歡講王子與公主的故事，外公也常說: 「最後王子一定會駕著馬車來接公主的。」外婆死後，為了照顧癡呆的外公以及不學無術的哥哥，她只能身兼多職，努力工作。
在電台兼職DJ時，遇到了舊日同學今日大明星的痴心，並發現她有一個帥氣又多金的男友阿Wing，阿Wing對痴心一往情深，痴心卻背著他和其他男人勾三搭四，這讓東東很替阿Wing難過，同時，東東也喜歡上了阿Wing。
一次車禍中，阿Wing受傷暫時失明，他的後母和弟弟阿尊趁機奪取公司大權，且不再幫阿Wing付頭等病房的費用，痴心發現阿Wing失勢後，立即與他斷絕關係，成為阿尊的新任女友。東東聽說阿Wing出事後，去醫院看望，這時阿Wing誤把東東認成是他的私人看護，東東在慌亂中謊稱自己叫文文，並決定留下來照顧他，還與哥哥擺攤賺錢替阿Wing付了醫院頭等病房的費用。由於他們沒有目光交流，東東的怪病沒有發作，兩人墜入愛河， 阿Wing生日的那天，東東帶著他去了自己的家，兩人發生親密關係。
不久，Uncle Ben為阿Wing找來了可以替他手術治好眼睛的名醫，東東無意間聽到阿Wing對Uncle Ben說，自己喜歡文文，從前的東東根本不能和心目中的文文比，東東傷心極了，決定在阿Wing眼睛回復時離開他，讓他永遠記得那個叫文文的女孩。手術後，阿Wing再也找不到文文，四處打聽更發現醫院從來沒有叫作文文的私人看護，於是他四處發送尋人啟事，希望文文能在晚宴時與他相聚。晚宴那天，文文果然來了，阿Wing也發現原來文文就是東東，不過痴心惡意刁難、欺負東東，使東東傷心的跑回家去。
最後，阿Wing根據記憶找到了東東的家，並準備馬車迎接東東，在馬車上，阿Wing向東東求婚成功，電影在兩人坐著馬車離開下結束。

## 演員表
| 演員     | 角色                  | 備註                       |
| -------- | --------------------- | -------------------------- |
| 梁朝伟   | 荣智颖、阿Wing        | 痴心的前男友，後為東東丈夫 |
| 邱淑貞   | 严东东、文文          | 阿Wing的妻子               |
| 葛民辉   | 严西聪                | 東東不務正業的哥哥         |
| 刘锦玲   | 陈带娣、痴心(藝名)    | 阿Wing的前女友             |
| 乔宏     | 东东、西聪的外公      |                            |
| 祖尊尼亚 | Uncle Ben、陈百祥医生 |                            |
| 陈国新   | Eric                  |                            |
| 邓兆尊   | 阿尊                  | 阿Wing弟弟                 |
| 白茵     | 阿尊母                | 阿Wing後母                 |
| 黄华和   | 吉叔                  |                            |
| 文隽     | 电台经理              |                            |
| 刘晓彤   | 青霞                  | 严西聪女友                 |
| 鲁芬     | 青霞母                | 護士長                     |
| 夏萍     | 东东、西聪的外婆      |                            |
| 简瑞超   | 荣兆基                | 阿Wing父                   |
| 陈孝岳   | 金毛                  | 由混混变为保安             |

## 主題曲
| 曲別   | 歌名         | 作曲   | 作詞 | 演唱者 |
| ------ | ------------ | ------ | ---- | ------ |
| 主題曲 | 《偷偷爱你》 | 周华健 | 林夕 | 梁朝伟 |

## 外部連結
- 開眼電影網上《偷偷愛你》的資料（繁體中文）
- 豆瓣电影上《偷偷愛你》的資料 （简体中文）
- 时光网上《偷偷愛你》的資料（简体中文）
- AllMovie上《偷偷愛你》的资料（英文）
- 香港影庫上《偷偷愛你》的資料（繁體中文）
- 互联网电影数据库（IMDb）上《偷偷愛你》的资料（英文）